# نهضت هنر نو (معماری)
نهضت هنر نو نام سبکی در اروپا بود که در ابتدا در هنرهای تزئینی مانند طراحی پارچه، تولید کتاب و مبلمان از دهه۱۸۸۰ آغاز گردید. سپس این سبک در زمینه‌های دیگر هنرهای تزئینی همچون گرافیک، نقاشی، طراحی داخلی، پیکرتراشی و حتی عکاسی ظهور نمود. در معماری این سبک از اوایل دههٔ ۱۸۹۰ آغاز و عمدتاً سال ۱۹۱۰ ادامه داشت. هنر نو نام مغازه‌ای بود که طراحی داخلی آن توسط معمار بلژیکی، وان دوولد، انجام شده بود و در سال ۱۸۸۵ در پاریس گشایش یافت. در این مغازه اشیا مدرن و نو ظهور فروخته می‌شد. نام این مغازه به سبکی تعلق گرفت که به جای تقلید از گذشته، در پی ابداع احجام و فرم‌های جدید بود.
سبک‌های مختلف معماری از قبیل نئوکلاسیکو رمانتیک در قرن نوزده، تقلید دقیق از گذشته را سر لوحه کار خود قرار داده بودند. ولی پیروان نهضت هنر نو برای اولین بار بینش جدیدی را در معماری اروپا پایه ریزی کردند که به جای الهام از گذشته، توجه به آینده و تکنولوژی و ابداعات جدید داشت. معماران این سبک از مصالح مدرن مانند چدن، آهن، فولاد و بتن استفاده می‌کردند، ولی ظاهر کلی وجزئیات ساختمان را با تزئینات فرم‌های طبیعی و گیاهی شکل می‌دادند.
زمینه‌های فکری این سبک را می‌توان در سبک هنرها و صنایع دستی در نیمهٔ قرن نوزدهم در انگلستان یافت. لازم به یادآوری است که اگر چه سبک هنرها و صنایع دستی شعار خود را ابداع به جای تقلید از گذشته قرار داده بود، ولی بنیان گذاران این سبک تولید صنعتی را رد می‌کردند و خواهان بازگشت به معماری روستایی و محلی بودند اما در مقابل، معماران نهضت هنر نو از تولیدات صنعتی به صورت گسترده استفاده می‌کردند و معماری روستایی برای آن‌ها الگوی مناسبی نبود.

## اصول فکری پیروان معماری نهضت هنر نو
- انتقاد شدید از اشیا و مکتب‌های تقلیدی
- جدایی از گذشته
- ابداع فرم‌های جدید
- هنر مناسب زمان
- استفاده از تولیدات مدرن (فلز) برای اسکلت ساختمان و تزئینات
- استفاده از تزئینات و فرم‌های طبیعی و رومانتیک

## معماران سبک نهضت هنر نو
ویکتور ارتا دیگر معمار معروف این سبک محسوب می‌شود. در طرح‌های وی دیوارها سنگی، ستون‌های چدنی، نرده‌های آهنی و تزئینات روی کف، دیوارها، سقف و حتی چارچوب بازشوها و لوسترها همه به صورت فرم‌های نرم و سیال و در هم تنیده ظاهر می‌شدند.
هکتور گیومارد دیگر معمار نامی این سبک در فرانسه بود وی تحت تأثیر ارتا بود و در طرح‌های وی تأثیر کارهای ارتا به خوبی مشاهده می‌شود. باارزش‌ترین کار گیومارد در چارجوب این نهضت، طراحی سردرهای ورودی متروی پاریس است. وی در طرح‌های متنوع خود برای سردرهای مترو، چدن و آهن را به صورت هنری و نوظهور با خطوط منحنی و خمیده در معرض دید اهالی پاریس قرار داد.